# Embajador de los Estados Unidos ante las Naciones Unidas
El Embajador de los Estados Unidos ante las Naciones Unidas es el titular de la misión permanente de los Estados Unidos ante la Organización de las Naciones Unidas. El puesto se conoce más formalmente como «Representante Permanente de los Estados Unidos de América ante las Naciones Unidas, con el rango y la condición de Embajador Extraordinario y Plenipotenciario, y Representante de los Estados Unidos de América en el Consejo de Seguridad de las Naciones Unidas»; también se denomina Representante Permanente de los Estados Unidos ante las Naciones Unidas.
Actualmente el cargo está ocupado por Elise Stefanik, designada por el presidente Donald Trump y confirmada por el Senado en febrero de 2025.

## Características
El embajador se encarga de representar a los Estados Unidos en el Consejo de Seguridad de las Naciones Unidas y durante casi todas las sesiones plenarias de la Asamblea General, excepto en la rara situación en que un oficial superior de los Estados Unidos (como el Secretario de Estado de los Estados Unidos o el Presidente de los Estados Unidos) está presente. Al igual que todos los embajadores de los Estados Unidos, debe ser nominado por el presidente y confirmado por el Senado.
La misión se estableció formalmente mediante la orden ejecutiva 9844 del 28 de abril de 1947.
El embajador reside en un conjunto de habitaciones del piso 42 del hotel Waldorf Astoria, en la ciudad de Nueva York, siendo el primer hotel en la historia que albergó la residencia de un embajador. Por su parte, las oficinas de la misión se encuentran en el 799 United Nations Plaza, frente a la sede de las Naciones Unidas.

## Estatus en el Gabinete
Mientras que el gabinete de los Estados Unidos consta de 15 jefes de departamentos, a un presidente se le permite otorgar a otros puestos el mismo rango por la duración de su administración.
Henry Cabot Lodge, Jr., un político republicano que perdió su banca en el Senado ante John F. Kennedy en las elecciones de 1952, fue nombrado embajador ante las Naciones Unidas en 1953 por el presidente Dwight D. Eisenhower. Eisenhower elevó la embajada al rango de gabinete para darle acceso directo a Lodge sin tener que pasar por el Departamento de Estado.
La embajada continuó teniendo este estatus durante las administraciones de Ford, Carter y Reagan, pero George H. W. Bush, que anteriormente había ocupado el puesto, lo retiró del rango de gabinete. El mismo fue restaurado bajo la administración de Bill Clinton. No fue una posición al nivel de gabinete bajo la administración de George W. Bush (de 2001 a 2009), pero una vez más fue elevada de rango en la administración de Barack Obama y mantenida por la administración Trump.
El exembajador John Bolton, se ha opuesto públicamente a otorgar el estatus de gabinete al representante permanente, expresando que «exagera el papel y la importancia que la ONU debe tener en la política exterior de los Estados Unidos» y que no debería haber dos secretarios en el mismo departamento.

## Lista de embajadores
| N.º | Embajador            | Embajador                | Período                                                                    | Presidente      |  |
| --- | -------------------- | ------------------------ | -------------------------------------------------------------------------- | --------------- |  |
| 1   |                      | Edward Stettinius, Jr.   | 17 de enero de 1946 – 3 de junio de 1946                                   | Harry S. Truman |  |
| —   |                      | Herschel Johnson         | 3 de junio de 1946 – 14 de enero de 1947 Interino                          | Harry S. Truman |  |
| 2   |                      | Warren Austin            | 14 de enero de 1947 – 22 de enero de 1953                                  | Harry S. Truman |  |
| 2   | Dwight D. Eisenhower | Warren Austin            | 14 de enero de 1947 – 22 de enero de 1953                                  |                 |  |
| 3   |                      | Henry Cabot Lodge, Jr.   | 26 de enero de 1953 – 3 de septiembre de 1960                              |                 |  |
| 4   |                      | James Jeremiah Wadsworth | 8 de septiembre de 1960 – 21 de enero de 1961                              |                 |  |
| 4   | John Kennedy         | James Jeremiah Wadsworth | 8 de septiembre de 1960 – 21 de enero de 1961                              |                 |  |
| 5   |                      | Adlai Stevenson          | 23 de enero de 1961 – 14 de julio de 1965                                  |                 |  |
| 5   | Lyndon B. Johnson    | Adlai Stevenson          | 23 de enero de 1961 – 14 de julio de 1965                                  |                 |  |
| 6   |                      | Arthur Goldberg          | 28 de julio de 1965 – 24 de junio de 1968                                  |                 |  |
| 7   |                      | George W. Ball           | 26 de junio de 1968 – 25 de septiembre de 1968                             |                 |  |
| 8   |                      | James Russell Wiggins    | 7 de octubre de 1968 – 20 de enero de 1969                                 |                 |  |
| 9   |                      | Charles Yost             | 23 de enero de 1969 – 25 de febrero de 1971                                | Richard Nixon   |  |
| 10  |                      | George H. W. Bush        | 1 de marzo de 1971 – 18 de enero de 1973                                   | Richard Nixon   |  |
| 11  |                      | John A. Scali            | 20 de febrero de 1973 – 29 de junio de 1975                                | Richard Nixon   |  |
| 11  | Gerald Ford          | John A. Scali            | 20 de febrero de 1973 – 29 de junio de 1975                                |                 |  |
| 12  |                      | Daniel Patrick Moynihan  | 30 de junio de 1975 – 2 de febrero de 1976                                 |                 |  |
| 13  |                      | William Scranton         | 15 de marzo de 1976 – 19 de enero de 1977                                  |                 |  |
| 14  |                      | Andrew Young             | 30 de enero de 1977 – 23 de septiembre de 1979                             | Jimmy Carter    |  |
| 15  |                      | Donald McHenry           | 23 de septiembre de 1979 – 20 de enero de 1981                             | Jimmy Carter    |  |
| 16  |                      | Jeane Kirkpatrick        | 4 de febrero de 1981 – 1 de abril de 1985                                  | Ronald Reagan   |  |
| 17  |                      | Vernon A. Walters        | 22 de mayo de 1985 – 15 de marzo de 1989                                   | Ronald Reagan   |  |
| 17  | George H. W. Bush    | Vernon A. Walters        | 22 de mayo de 1985 – 15 de marzo de 1989                                   |                 |  |
| 18  |                      | Thomas R. Pickering      | 20 de marzo de 1989 – 7 de mayo de 1992                                    |                 |  |
| 19  |                      | Edward J. Perkins        | 12 de mayo de 1992 – 27 de enero de 1993                                   |                 |  |
| 19  | Bill Clinton         | Edward J. Perkins        | 12 de mayo de 1992 – 27 de enero de 1993                                   |                 |  |
| 20  |                      | Madeleine Albright       | 27 de enero de 1993 – 21 de enero de 1997                                  |                 |  |
| 21  |                      | Bill Richardson          | 18 de febrero de 1997 – 18 de agosto de 1998                               |                 |  |
| —   |                      | Peter Burleigh           | 18 de agosto de 1998 – 7 de septiembre de 1999 Interino                    |                 |  |
| 22  |                      | Richard Holbrooke        | 7 de septiembre de 1999 – 20 de enero de 2001                              |                 |  |
| —   |                      | James B. Cunningham      | 20 de enero de 2001 – 19 de septiembre de 2001 Interino                    | George W. Bush  |  |
| 23  |                      | John Negroponte          | 19 de septiembre de 2001 – 23 de julio de 2004                             | George W. Bush  |  |
| 24  |                      | John Danforth            | 23 de julio de 2004 – 20 de enero de 2005                                  | George W. Bush  |  |
| —   |                      | Anne W. Patterson        | 20 de enero de 2005 – 2 de agosto de 2005 Interina                         | George W. Bush  |  |
| 25  |                      | John Bolton              | 2 de agosto de 2005 – 31 de diciembre de 2006 No confirmado por el Senado. | George W. Bush  |  |
| —   |                      | Alejandro Daniel Wolff   | 31 de diciembre de 2006 – 30 de abril de 2007 Interino                     | George W. Bush  |  |
| 26  |                      | Zalmay Khalilzad         | 30 de abril de 2007 – 22 de enero de 2009                                  | George W. Bush  |  |
| 26  | Barack Obama         | Zalmay Khalilzad         | 30 de abril de 2007 – 22 de enero de 2009                                  |                 |  |
| 27  |                      | Susan Rice               | 26 de enero de 2009 – 30 de junio de 2013                                  |                 |  |
| —   |                      | Rosemary DiCarlo         | 30 de junio de 2013 – 5 de agosto de 2013 Interina                         |                 |  |
| 28  |                      | Samantha Power           | 5 de agosto de 2013 – 20 de enero de 2017                                  |                 |  |
| –   |                      | Michele J. Sison         | 20 de enero de 2017 – 27 de enero de 2017 Interina                         | Donald Trump    |  |
| 29  |                      | Nikki Haley              | 27 de enero de 2017 – 31 de diciembre de 2018                              | Donald Trump    |  |
| –   |                      | Jonathan Cohen           | 1 de enero de 2018 - 12 de septiembre de 2019 Interino                     | Donald Trump    |  |
| 30  |                      | Kelly Craft              | 12 de septiembre de 2019 – 20 de enero de 2020                             | Donald Trump    |  |
| 31  |                      | Linda Thomas-Greenfield  | 25 de febrero de 2021 - 20 de enero de 2025                                | Joe Biden       |  |
| 32  |                      | Elise Stefanik           | Nominada                                                                   | Donald Trump    |  |
|     |                      |                          |                                                                            |                 |  |